# Parablennius
Parablennius è un genere di pesci della famiglia dei Blenniidae.

## Specie
In questo genere sono riconosciute 26 specie:
- Parablennius cornutus (Linnaeus, 1758)
- Parablennius cyclops (Rüppell, 1830)
- Parablennius dialloi (Bath, 1990)
- Parablennius gattorugine (Linnaeus, 1758)
- Parablennius goreensis (Valenciennes in Cuvier, Valenciennes, 1836)
- Parablennius incognitus (Bath, 1968)
- Parablennius intermedius (Ogilby, 1915)
- Parablennius laticlavius (Griffin, 1926)
- Parablennius lodosus (Smith, 1959)
- Parablennius marmoreus (Poey, 1876)
- Parablennius opercularis (Murray, 1887)
- Parablennius parvicornis (Valenciennes in Cuvier, Valenciennes, 1836)
- Parablennius pilicornis (Cuvier, 1829)
- Parablennius postoculomaculatus Bath & Hutchins, 1986
- Parablennius rouxi (Cocco, 1833)
- Parablennius ruber (Valenciennes in Cuvier, Valenciennes, 1836)
- Parablennius salensis (Bath, 1990)
- Parablennius sanguinolentus (Pallas, 1814)
- Parablennius serratolineatus (Bath & Hutchins, 1986)
- Parablennius sierraensis (Bath, 1990)
- Parablennius tasmanianus (Richardson, 1842)
- Parablennius tentacularis (Brünnich, 1768)
- Parablennius thysanius (Jordan and Seale, 1907)
- Parablennius verryckeni (Poll, 1959)
- Parablennius yatabei (Jordan and Snyder, 1900)
- Parablennius zvonimiri (Kolombatovic, 1892)